# 尤弗拉西苏斯圣殿
尤弗拉西苏斯圣殿是克罗地亚波雷奇的一座天主教宗座圣殿。
最早的教堂兴建于4世纪下半叶。现存的圣母圣殿始建于553年尤弗拉西苏斯主教时期。建造时使用了旧教堂的材料，大理石料则从马尔马拉海沿海进口。镶嵌在墙上的马赛克出自拜占庭工匠之手，地板上的马赛克则出自当地工匠之手。建造工程持续了约10年。
整个教会建筑群除圣殿本身之外，还包括祭衣间、建于6世纪的八角形洗礼堂，以及附近总主教府的16世纪的钟楼，是地中海地区拜占庭艺术的典范。由于其特殊的价值，于1997年列入联合国教科文组织世界遗产名录。 
这座教堂最吸引人的是马赛克，可以追溯到6世纪，被认为是世界上最好的拜占庭艺术品之一。 

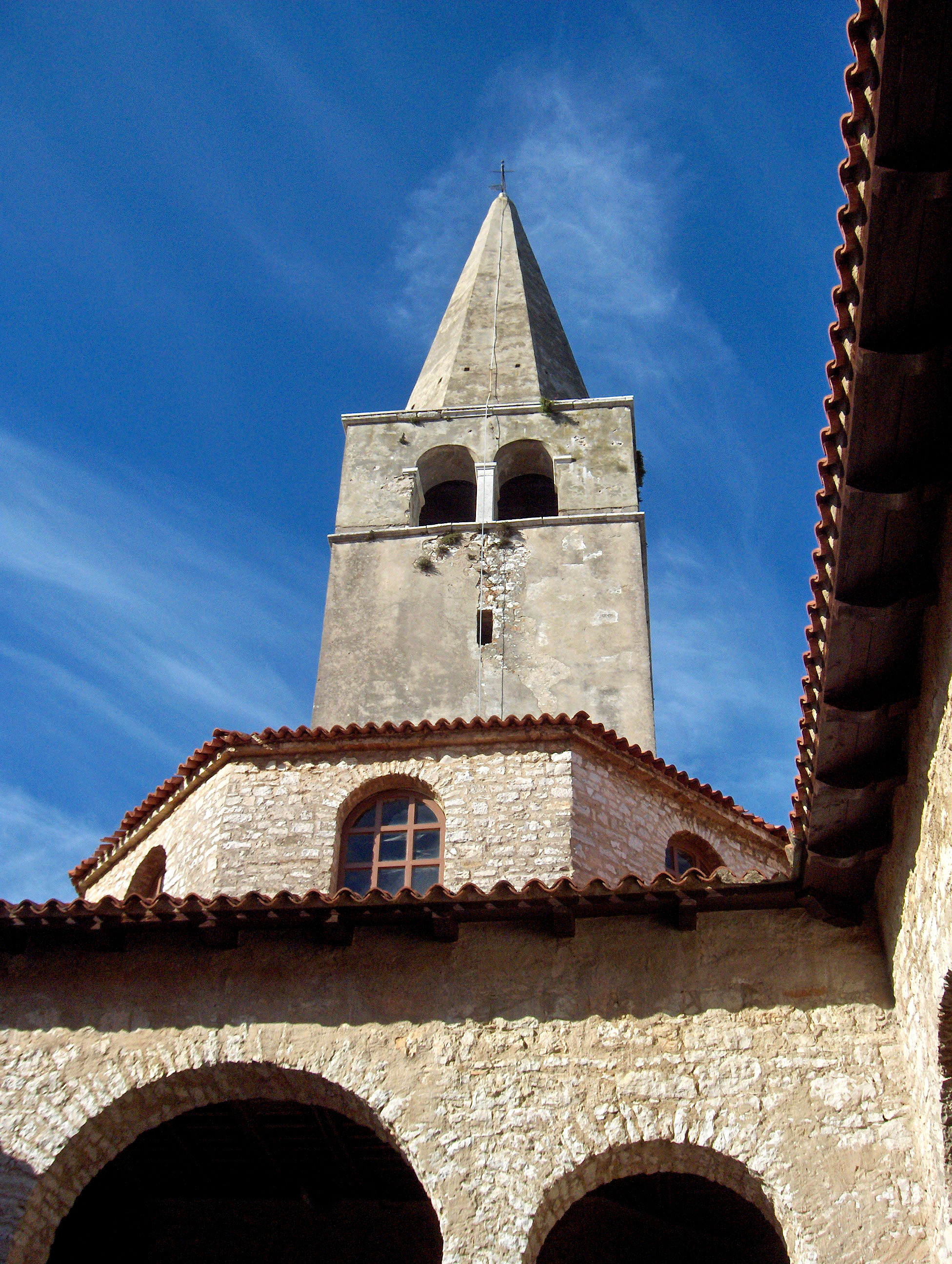
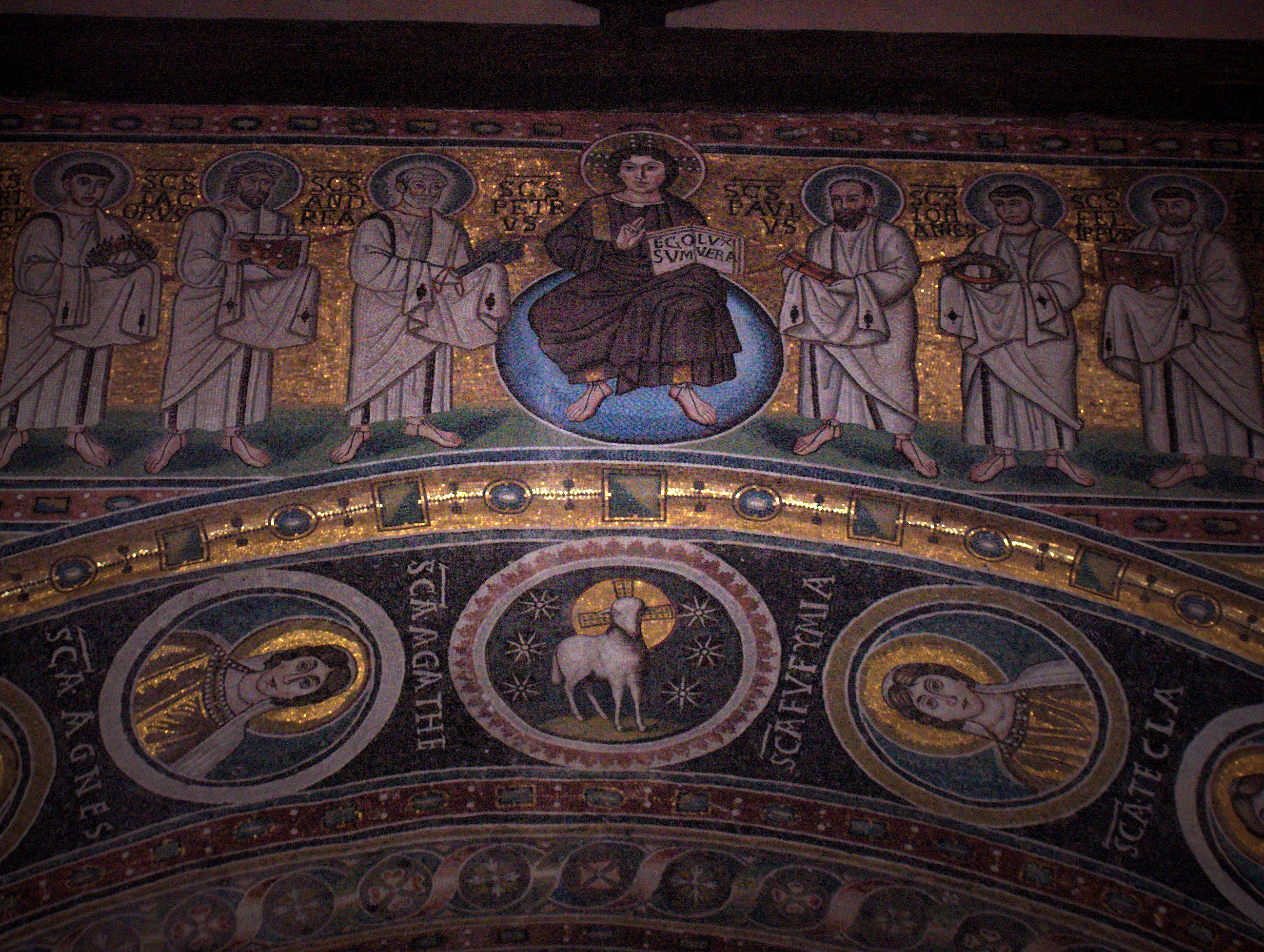
基督与十二宗徒
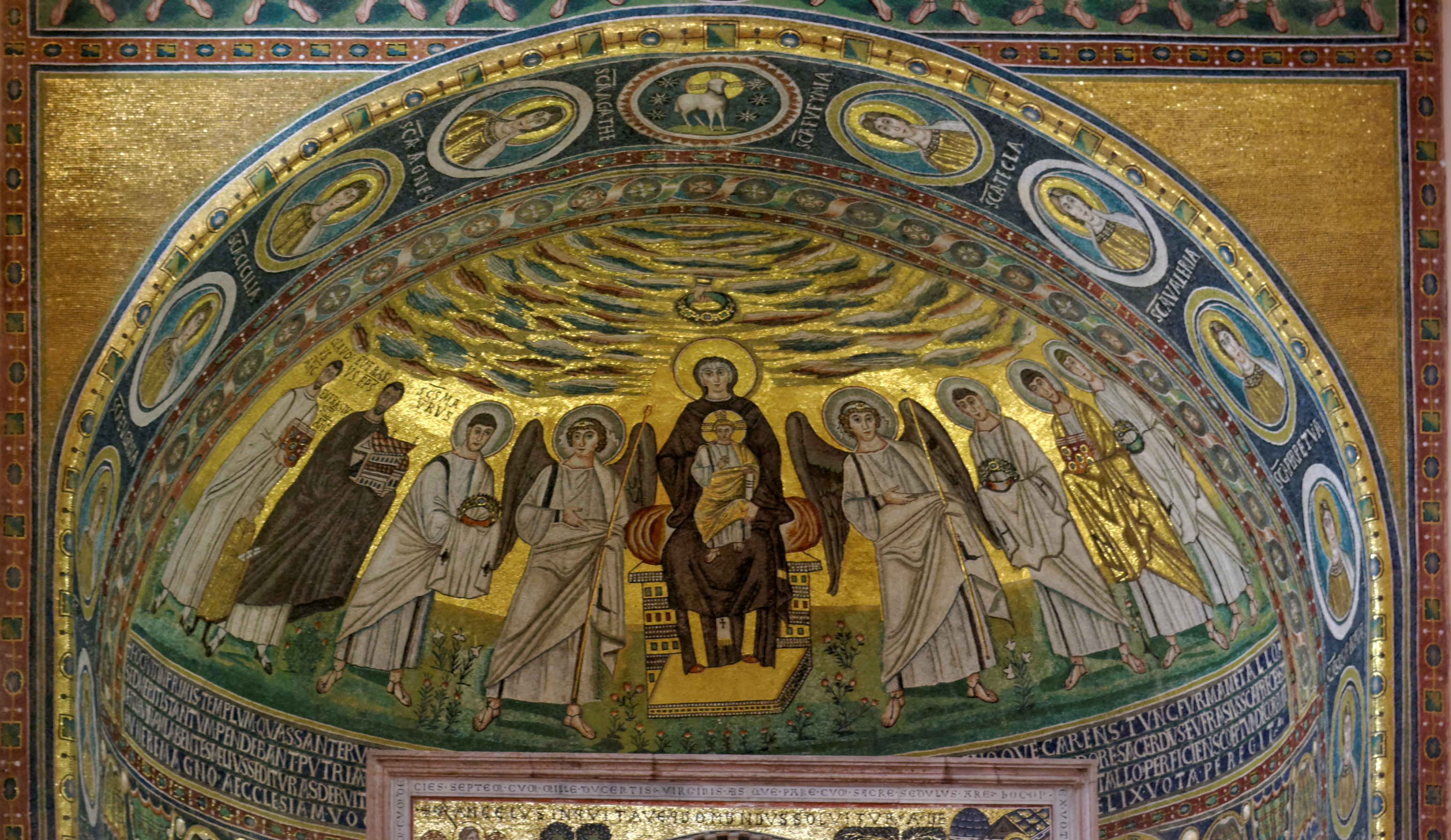
圣母子